# محمدتقی بشارت
محمدتقی بشارت دهاقانی (۷ بهمن ۱۳۲۴ دهاقان – ۷ دی ۱۳۶۰ تهران) سیاستمدار و روحانی ایرانی بود که نمایندگی مردم دهاقان در نخستین دوره مجلس شورای اسلامی را برعهده داشت.

## زندگی نامه
محمدتقی بشارت در سال ۱۳۲۴ در شهر دهاقان استان اصفهان به دنیا آمد. پدرش حاجی بابا از راه عطّاری امرار معاش می كرد. بشارت تحصیلات ابتدایی و راهنمایی را در دهاقان گذراند. او كه فرزند بزرگ خانواده سیزده نفری اش بود، به دلیل وضعیت نامناسب اقتصادی پدرش مجبور شد در كنار تحصیل، در یكی از مغازه های خوار و بارفروشی دهاقان كار كند و اندكی از هزینه خانواده اش را تأمین نماید.او تحصیلات دوره راهنمایی را در گچساران گذراند. فقر مالی سبب شد تا در سال سوم راهنمایی، تحصیل را رها سازد و روانه بازار كار شود.
بشارت در خانواده ای مذهبی رشد كرده بود و علاقه ای شدید به معارف اسلامی داشت.برای همین، در هفده سالگی وارد حوزه علمیه اصفهان شد و به فراگیری علوم اسلامی پرداخت. سال بعد، به حوزه علمیه مشهد رفت و در مدرسه میرزا جعفر، ادامه تحصیل داد. او پس از سه سال تحصیل در آن حوزه، برای ادامه تحصیل راهی قم گردید.

## فعالیت های سیاسی
بشارت از سن ۲۴ سالگی مبارزه با حکومت را آغاز کرد و به جمع مبارزین علیه حکومت شاه پیوست.او به شهرهای مختلف مسافرت می کرد و مردم را علیه جکومت پهلوی تحریک می کرد. او چندین بار در شهرهای بروجن، شهرکرد و گچساران به دلیل سخنرانی سیاسی علیه حکومت پهلوی، به وسیله ساواک دستگیر و زندانی شد.از جمله فعالیتهای او در شهرکرد که با همراهی آیت الله سید عطاءالله احمدی، روحانی شاخص انقلابی در چهارمحال و بختیاری انجام شد، برقراری راهپیمایی و اقامه نمار وحدت در ۱۵ آبان ۱۳۵۷ بود. بشارت در سال ۱۳۵۲ ش. از سوی ساواک گچساران دستگیر و به مدت پنج سال در سراسر ایران ممنوع المنبر شد. او در دوران مبارزه، از شناسنامه‌های جعلی به نام های محمود دهاقانی، محمد موسوی و احمد عظیمی استفاده می کرد تا ساواک نتواند او را شناسایی کند. او حداقل ۱۲-۱۰ اسم مستعار داشت و حتی در برخی سفرهای تبلیغی، عمامه مشکی به سر می گذاشت. وی در بیشتر سفرهای تبلیغی با لباس شخصی رفت و آمد می کرد تا گرفتار مأموران امنیتی حکومت نشود. او یک بار در یکی از مساجد زنجان، در حال سخنرانی علیه شاه بود که مأموران ساواک مسجد را محاصره کردند و او با لباس شخصی توانست از چنگ مأموران بگریزد.

## ترور
بشارت در بعد از ظهر روز دوشنبه هفتم دی ۱۳۶۰، در ساعت ۱۳و نیم در حالی که با اتومبیل خود در حال عبور از خیابان صبای جنوبی تهران بود، به وسیله یک اتومبیل پژوی قرمز رنگ، که سرنشینان آن را یک مرد و زن تشکیل می‌دادند، متوقف می‌شود و از سوی دیگر خیابان، عضو دیگری از سازمان مجاهدین خلق که با پوشش فروشنده پسته در کمین او بود، با اسلحه یوزی او را هدف قرار داد و به قتل رساند.

## آراء
نماینده دوره اول مجلس شورای اسلامی حوزه انتخابیه اصفهان (سمیرم) تعداد آراء: ۲۲٬۲۱۵ درصد آراء: ۶۲٫۵۰